# Chiesa di Santa Maria Maggiore alla Pietrasanta

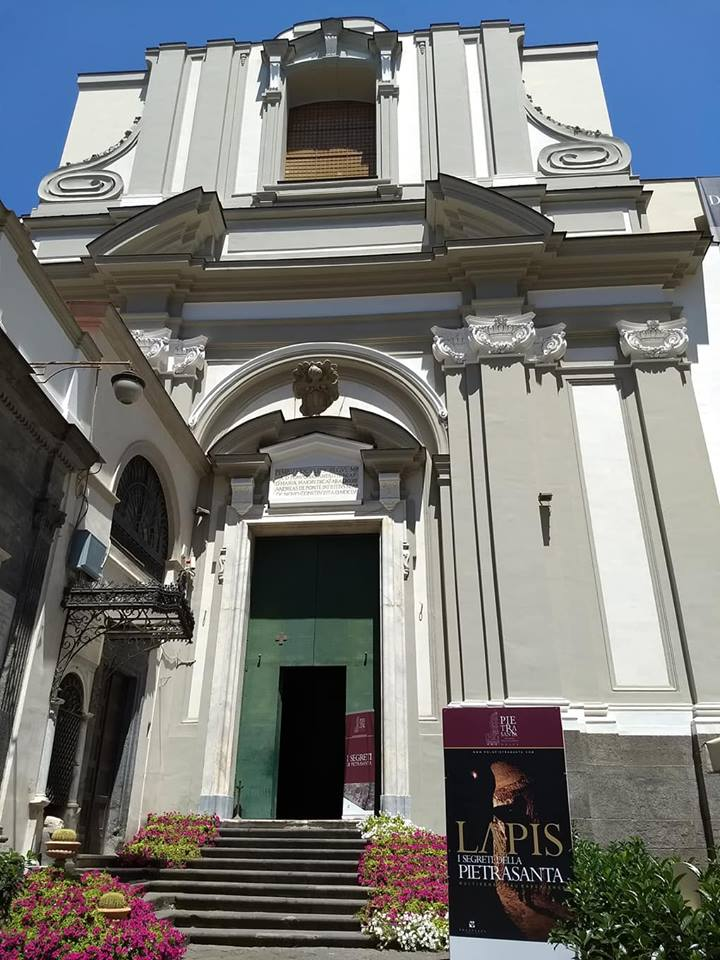
Facciata

La chiesa negli anni '20: sono visibili il frontone, demolito in seguito a bombardamenti della seconda guerra mondiale che ne avevano compromesso la stabilità, e una costruzione addossata al campanile, abbattuta negli anni '70

La chiesa di Santa Maria Maggiore alla Pietrasanta è una chiesa basilicale del centro storico di Napoli; è tra le più interessanti dal punto di vista storico ed artistico e fu la prima chiesa della città ad essere dedicata alla Vergine. Sorge dinanzi alla cappella dei Pontano e alla chiesa dell'Arciconfraternita del Cappuccio alla Pietrasanta.

## Storia
L'edificio sorse sotto l'episcopato di san Pomponio (524-532) come basilica paleocristiana su una struttura di epoca romana, probabilmente un tempio dedicato a Diana; la chiesa attuale fu eretta tra 1653 e il 1678 su progetto di Cosimo Fanzago che la riedificò in chiave barocca.
Notevole è la facciata il cui frontone è stato rimosso in seguito alla seconda guerra mondiale. Essa presenta un portale realizzato da Pietro Sanbarberio nel 1675.
Ulteriori restauri furono compiuti tra il XVIII ed il XIX secolo; inoltre, nel 1803 il complesso conventuale venne adibito a caserma dei pompieri.
I bombardamenti della seconda guerra mondiale colpirono gravemente la struttura religiosa ed il restauro fu portato a termine nel 1976. La chiesa è rimasta chiusa per decenni; ad oggi risulta riaperta ed è visitabile, ma svolge la funzione di auditorium.
Venne chiamata "della Pietrasanta" perché all'interno veniva custodita una pietra che, quando la si baciava procurava l'indulgenza. La tradizione vuole che vi sia stato sepolto papa Evaristo.

## Descrizione

### Campanile
Il campanile, in laterizio, è in stile romanico e risale all'XI secolo; conserva numerosi elementi architettonici e iscrizioni di epoca romana, in marmo, rilavorati e riutilizzati come blocchi da costruzione, in particolare alla base della struttura. 
Tale particolarità è dovuta al fatto che nello stesso luogo sorgeva in epoca Romana un grande tempio romano dedicato alla dea Diana. Sul lato della base che affaccia sul Decumano Maggiore è possibile notare un blocco di marmo intarsiato e un'ara, entrambi di epoca romana.

### Esterno
La facciata della chiesa è addossata ad un corpo laterale composto dalla Cappella Pontano e dalla settecentesca Cappella del Salvatore.
Il prospetto della chiesa si eleva su due ordini collegati da volute in pietra stuccata: il primo ionico ed il secondo corinzio oggi non più visibile a seguito del crollo del timpano superiore, terminando così le lesene con il collo del capitello.
La parte inferiore presenta una rampa d'accesso che conduce al maestoso portale in marmo bianco, incassonato in un arco cieco, realizzato dallo scappellino Pietro Sanbarberio.
I laterali della chiesa sono a vista, infatti si notano le volte estradossate del transetto, mentre ai lati dell'intersezione fra i bracci si sviluppano le cappelle; le finestre sono a nudo e inclinate rispetto all'asse orizzontale.

### Interno
L'interno, a pianta combinata che pone particolare attenzione sulla spazialità creata dal gioco delle volte a calotta e cupole, presenta una decorazione in stucco con ordine gigante di lesene corinzie. La pavimentazione in maiolica risale al XVIII secolo e fu realizzata da Giuseppe Massa.
In una cappella furono collocate sculture di Matteo Bottiglieri.
Nella cripta sono i resti dell'antica basilica paleocristiana e si conservano i frammenti di un antico mosaico di epoca romana.
Nel 2011 degli speologi avrebbero rinvenuto nel sottosuolo della chiesa dei simboli templari. I simboli, ricercati da sempre dagli archeologici e speleologi napoletani, sono stati infissi nell'acquedotto sottostante la struttura in oggetto.

In realtà le suddette incisioni cruciformi ritrovate sulle pareti del Formale di via Tribunali sono ascrivibili a quei segni realizzati nella gran parte dei cunicoli, delle cisterne e delle cave presenti in tutta la città di Napoli. Perlopiù sono rappresentazioni devozionali (da annoverare anche gli altarini tufacei) che cavatori e pozzari nei secoli hanno inciso nella pietra come simboli protettori. La notizia riportata a quel tempo da Il Mattino è priva di qualsiasi fondamento storico-scientifico.
Durante gli ultimi restauri, è stato rinvenuto il feretro del celebre scienziato teanese Stefano Delle Chiaie che venne qui deposto per volere dell'Accademia nel 1860.